# Zhang Jinghui
Zhang Jinghui (en chino tradicional, 張景惠; en chino simplificado, 张景惠; pinyin, Zhāng Jǐnghuì; Wade-Giles, Chang Ching-hui; Tai'an, Liaoning 1871 – Fushun, 1 de noviembre de 1959) fue un político y militar chino.

## Biografía

### Manchukuo
El equilibro político en Manchuria cambió radicalmente tras el incidente de Mukden y la exitosa invasión de Manchuria por el Ejército de Kwantung en 1931, tras lo cual Zhang organizó una conferencia para lograr la secesión de Manchuria de China. Después de la expulsión del general pro-Kuomintang Ma Zhanshan desde Qiqihar, Zhang proclamó que su territorio tendría un autogobierno, autonombrándose gobernador el 7 de enero de 1932. Desconfiando de las intenciones de los soviéticos con respecto al norte de Manchuria, e incapaz de hacer frente a la presencia militar japonesa en el sur, Zhang alcanzó un acuerdo con estos últimos, y aceptó ser nombrado gobernador de la provincia de Heilongjiang en el nuevo estado de Manchukuo, un títere japonés. No obstante, su pronta negativa a abandonar Harbin, donde se encontraba su centro de poder, para trasladarse a su nuevo puesto en Qiqihar creó ya algunas fricciones con los líderes del Ejército de Kwantung.
El 21 de mayo de 1935, Zhang sucedió a Zheng Xiaoxu como Primer ministro de Manchukuo por instigación del Ejército de Kwantung, el cual se mostraba receloso de las objeciones que mostraba el emperador Puyi. Como Primer ministro, Zhang prefirió ocupar un papel secundario, permitiendo que los asesores japoneses respaldados por el Ejército de Kwantung se hicieran con las riendas del gobierno y fuesen los que llevaran los asuntos de la administración, mientras que él dedicaba su día a día en copiar sutras budistas. Por su parte, ministros como Xi Qia —ministro de Hacienda y luego ministro de la Casa Imperial— tenían una influencia y poder en el gabinete tan grandes como el propio Zhang.

### Últimos años
Tras el final de la Segunda Guerra Mundial Zhang permaneció bajo custodia soviética en Siberia, siendo extraditado en 1950 a la recién instaurada República Popular China (RPC). El nuevo gobierno comunista lo encarceló en la Prisión de criminales de guerra de Fushun, donde falleció de un ataque al corazón en 1959.